# Losari (Rawalo)
Losari is een bestuurslaag in het regentschap Banyumas van de provincie Midden-Java, Indonesië. Losari telt 6047 inwoners (volkstelling 2010).